# ヒラメキ大作戦
『ヒラメキ大作戦』（ヒラメキだいさくせん）は、1981年（昭和56年）5月10日から同年9月27日までテレビ朝日系列局で放送されていた朝日放送製作のクイズ番組である。放送時間は毎週日曜 19:00 - 19:30（日本標準時）。

## 概要
番組は、男性芸能人のチームと女性芸能人のチームによる対抗戦形式で進行。司会は、元朝日放送アナウンサーで当時参議院議員だった中村鋭一が務めていた。スタジオセットは、前番組『クロスワードクイズ・Theエイリアン』のものを流用していた。
得点はモニター表示で司会者席の前に設置されていたが、途中から司会者の頭上のマルチスライドの左右にも、各チームの得点のモニターが設置された。
当初のタイトルは『メナード・ヒラメキ大作戦』で、前番組と同様にメナード化粧品の一社提供で放送されていたが、放送期間中に同社がスポンサーを降りて複数社提供（東洋リノリューム、日本ペイント、味の素、武田薬品ほか）へ移行したため、タイトルからもメナードの文字が外れた。これにより、『三枝の結婚ゲーム』から続いたメナードの一社提供枠は5年あまりで終焉を迎えた。
なお、勝利チームが決定した際のファンファーレは同じく朝日放送の『新婚さんいらっしゃい!』に引き継がれ、「ペアマッチ」終了時の海外旅行チャンス獲得時のファンファーレとして使われていた。そして2008年6月1日放送分からは、「LOVEキャッチ」でハワイ旅行（2012年1月15日放送分から2018年3月25日放送分まではパリ・ローマ7日間旅行）獲得夫婦が出たときのファンファーレとして使われている。

## クイズの内容
番組冒頭、各コーナーの開始時もしくはアイキャッチ代わりに「ヒ、ラ、メ、キ、だーい、さーく、せん！」と女性コーラスのジングルが流れる。

### オープニングゲーム
諺や人名などを並べ替えた文字が縦5×横7のマルチスライドの上7つ（1列目）の画面に映し出され、それらが元は何の文字なのかを早押しで答えるアナグラムゲーム。正解すれば1点。5月24日放送分までは各チーム1問ずつ出題（もう一方のチームに解答権なし）、5月31日放送分以降は解答者の挨拶を全て終えた後に1問だけ出題、早押しで解答権を得る。

### ミニ・クロスワードゲーム
縦5×横7のマルチスライドの中心に映し出される、縦・横それぞれ3文字で構成された十字のクロスワードに共通する中央の1文字を当てる。

クロスワードが映し出された後、司会の中村がヒント出してから早押しで回答する。
下記の例：縦が「タ○イ」で横が「ブ○イ」と表示された後で、司会の中村から、「ヒントは、『人数』，『数』です。」　と出される。
|  |  |    |    |    |  |  |
|  |  |    | タ |    |  |  |
|  |  | ブ | ？ | イ |  |  |
|  |  |    | イ |    |  |  |
|  |  |    |    |    |  |  |

この場合は、「ゼ」が正解となる＜多勢・無勢＞
|  |  |    |    |    |  |  |
|  |  |    | タ |    |  |  |
|  |  | ブ | ゼ | イ |  |  |
|  |  |    | イ |    |  |  |
|  |  |    |    |    |  |  |

ヤ行の文字やツに関しては、縦と横で大文字としても小文字として使うこともできる。キャプテン席から手前の順番で1対1の対戦で、計8問出題（一度4枠まで終了したら、再びキャプテン同士から4枠までの対戦を行う）。1問正解につき1点を獲得。

### ファイブゲーム
ある人物の好きな曲の名前を当てる。各チーム1問ずつ出題。
マルチスライドに1～5の番号が表示され、5番から降順に開けていく。現れたヒントをもとにキャプテンから順番に（5番がキャプテン、4番が2枠…という具合で）解答する。2番まで開けて誰も正解者が出ない場合、最後のヒント（1番）でチーム全員で相談した上で一斉に答える。正解した時点でのパネルの番号がそのまま得点となる（5番で正解なら5点）。
5月31日放送分より、ピックアップゲームと置き換わる形でヒラメキゲームの前に新設された。

### ヒラメキゲーム
あるテーマから連想される言葉を、あらかじめチームごとに1人3つずつ（計12）挙げておく。相手チームは司会者から出されたテーマから連想する言葉をキャプテンから順に答えていき、それがパネルに入っていれば正解となる。2巡した後は、司会者が答えだけを発表し、相手チームはそれが誰が連想したのかを当てる 。どちらも、1回正解ごとにチームに1点。
当初、誰が連想したかを当てる問題は、1人ずつの解答を1巡することで4問出題されたが、5月31日放送分からはチーム全員で相談して一斉に答える形式となり、3問出題となった。

### ピックアップゲーム
マルチスライドに映し出される15個（3×5）の文字の中からいくつか選び、決められたジャンルの言葉を作る。始めは負けチームの4枠、勝ちチームの4枠、負けチームの3枠…の順に答え、全員が答えた後は早押しで答える（制限時間は1分。残り15秒で効果音が鳴る）。同じ文字を何回使っても良い（このため、2回以上同じ文字を入れた言葉も答えることができる）。1つの言葉につき1点を獲得。

### チャンスゲーム
| ？ | ？ | ？ | ？ | ？ | ？ | Ｇ |
| ？ | ？ | ？ | ？ | ？ | ？ | ？ |
| ？ | ？ | ？ | ？ | ？ | ？ | ？ |
| ？ | ？ | ？ | ？ | ？ | ？ | ？ |
| Ｓ | ？ | ？ | ？ | ？ | ？ | ？ |

凡例：S=スタート、G=ゴール、?=めくる前のパネル、0,1,2,3=得点パネル、J=ジョーカー
上図のように、マルチスライド上に35枚(7x5)のパネルが用意され、解答者は1人ずつ交代しながら左下隅の「スタート（上図”Ｓ”）」からパネルを1枚ずつめくり、右上隅の「ゴール（上図”Ｇ”）」までを目指す。パネルの内訳は、「0点」のパネルが16枚、「1点」のパネルが7枚、「2点」のパネルが4枚、「3点」のパネルが2枚と、さらに司会の中村の顔が描かれた「鋭ちゃんジョーカー」のパネルが4枚ある（その中の1枚は、ほぼ毎回ゴールに隣接していた｡残りの3枚はランダムの位置であるが、スタートに隣接しないようになっていた）。パネルは必ず上下左右の1枚をめくりながら進み、斜めにはめくれない。また、ゴールにたどり着ける経路を残してめくらなくてはいけない。得点が高いチームが先攻｡同点の場合はジャンケンで勝ったチームが先攻か後攻かを選べる｡0点のパネルを捲った際に、中村が｢セーフ!｣と言うのがお決まりであった｡
| ？ | ？ | ？ | ？ | ？ | ？ | Ｇ |
| ？ | ？ | ２ | ０ | １ | ？ | Ｊ |
| ？ | ？ | ０ | ？ | ３ | ０ | １ |
| ０ | １ | ０ | ？ | ？ | ？ | ？ |
| Ｓ | ？ | ？ | ？ | ？ | ？ | ？ |

上図のように、途中でジョーカー（”Ｊ”）が出た時点で終了。それまでに出した数字が加算される（上図の例では8点）。ゴールまでたどり着いたら、パーフェクト賞としてスポンサーから化粧品のトラベルポーチ入りセットが贈られる上、勝利チームにも週替わりの賞品が贈呈される。

## 解答者
| ポジション        | 男性チーム                                                                                   | 女性チーム                                                                                                   |
| ----------------- | -------------------------------------------------------------------------------------------- | --- |
| 1枠（キャプテン） | 根上淳、金田正一                                                                             | 汀夏子 |
| 2枠               | まさと（ザ・ぼんち）、大村波彦、黒部幸英、東寿明、山本伸吾、島田紳助、正木一郎、佐藤祐介ほか | 沢田富美子、清水由貴子、林紀恵、春けいこ（春やすこ・けいこ）、長良いずみ、 秋ひとみ、浜田朱里、河合夕子 ほか |
| 3枠               | おさむ（ザ・ぼんち）、三波豊和、林家小染、春風亭小朝、松本竜介、宮脇康之、三遊亭楽太郎ほか   | 石坂智子、秋本圭子、小坂明子、春やすこ（春やすこ・けいこ）、富井淳 、山本ゆか里、佐藤恵利、中原理恵ほか      |
| 4枠               | 明石家さんま、板東英二、小野進也、青山孝、笑福亭鶴光、三波豊和、九十九一ほか                 | キャシー中島、相原友子、大信田礼子ほか                                                                       |

## スタッフ
- 構成：足立克己、秋田千吉、遠藤恵子、江坂郁夫、池田幾三、松本俊介、中村進、新野新、山路洋平、吉田清
- 音楽：キダ・タロー
- イラスト：成瀬国晴
- プロデューサー：吉田多満子
- ディレクター：戸倉信吉、山村啓介
- 制作：辰巳禎男
- コンピューター開発：田端健一
- 制作協力：大阪東通
- 制作・著作：朝日放送

| テレビ朝日系列 日曜19:00枠 【本番組改題前までメナード化粧品一社提供枠】 | テレビ朝日系列 日曜19:00枠 【本番組改題前までメナード化粧品一社提供枠】     | テレビ朝日系列 日曜19:00枠 【本番組改題前までメナード化粧品一社提供枠】             |
| 前番組                                                                  | 番組名                                                                      | 次番組                                                                              |
| ----------------------------------------------------------------------- | --------------------------------------------------------------------------- | ----------------------------------------------------------------------------------- |
| クロスワードクイズ・Theエイリアン （1981年2月1日 - 1981年5月3日）       | メナード・ヒラメキ大作戦 ↓ ヒラメキ大作戦 （1981年5月10日 - 1981年9月27日） | それゆけ!レッドビッキーズ （1981年10月4日 - 1982年3月28日） 【金曜19:30枠から移動】 |